# Courant lambertiste
 (juin 2025).

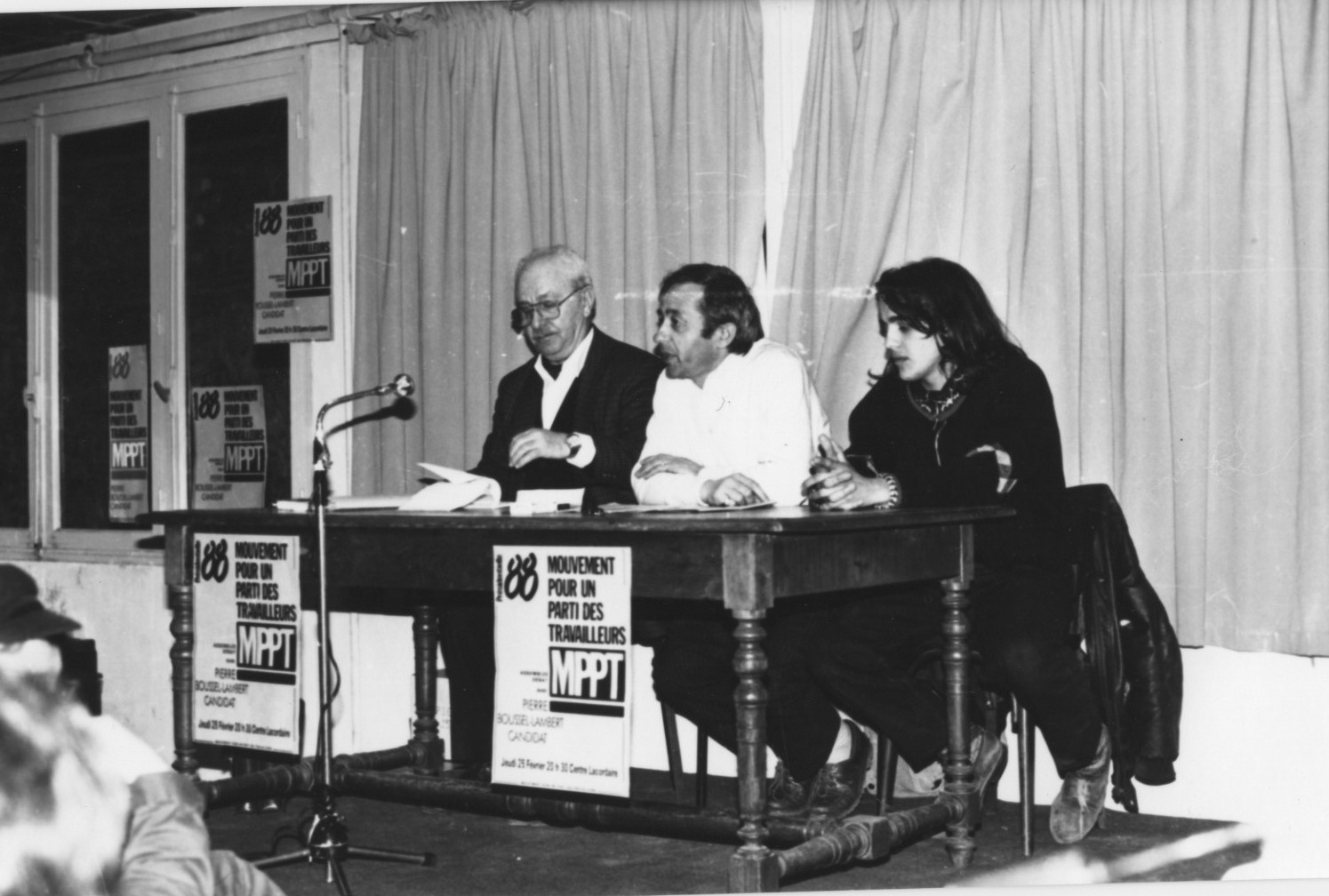
Pierre Boussel alias Lambert (à gauche) lors d'une réunion publique à Montpellier en 1988.

Le courant dit « lambertiste » est un courant trotskiste lancé par Pierre Boussel, alias « Pierre Lambert », représenté par la Quatrième Internationale Lambertiste et présent dans plusieurs pays du monde. 
L'appellation « lambertiste » est un qualificatif donné par ses adversaires, et non une dénomination que ce courant utiliserait de manière officielle.
La majorité des futurs « lambertistes » sont exclus du Parti communiste internationaliste (PCI) en 1953 pour leur opposition à la stratégie dite « pabliste » d'entrisme dans les partis communistes et syndicats staliniens prônée par la majorité de la direction de la IVe Internationale alors dirigée par Michel Raptis alias Michel Pablo. 
Les lambertistes fondent alors l'Organisation communiste internationaliste (OCI) et Pierre Boussel devient l'un des principaux dirigeants de cette tendance du mouvement trotskiste international.
En 1981, ils se réapproprient le sigle PCI et le nom de Parti communiste internationaliste (PCI). La même année, ils participent à la création d'un nouveau syndicat étudiant indépendant du Parti communiste français : l'UNEF-ID. 
En 1985, les lambertistes fondent le Mouvement pour un parti des travailleurs (MPPT), qui devient en 1991 le Parti des travailleurs (PT) dont ils animent le courant principal, le Courant communiste internationaliste (CCI).
Pierre Boussel, Daniel Gluckstein et Gérard Schivardi sont respectivement candidats aux élections présidentielles de 1988, 2002 et 2007. Ils obtiennent chacun moins de 0,50 % des suffrages.
Les lambertistes fondent par la suite, en 2008, le Parti ouvrier indépendant (POI), qui connaît en 2015 une scission — y compris au sein du CCI — vers le Parti ouvrier indépendant démocratique (POID). Le POID est renommé Parti des travailleurs (PT) en 2023.
Certains dirigeants du Parti socialiste sont d'anciens lambertistes. Parmi eux, Lionel Jospin, les frères David et Daniel Assouline, Jean-Christophe Cambadélis et Jean-Luc Mélenchon.

## Chronologie
- 15 février 1940 : Pierre Boussel, alors soldat de deuxième classe, est arrêté avec seize militants se réclamant de la Quatrième internationale. L'inculpation mentionne le chef d'accusation suivant : « infraction au décret du 1er septembre 1939 sur la publication de textes de nature à nuire au moral de l'armée et de la population. » Le rapport de police se termine ainsi « … se réclame ouvertement du marxisme-léninisme intégral, du défaitisme révolutionnaire et de l'antimilitarisme. »

Il est condamné à trois ans de prison, mais s'évade lors de l'invasion allemande de mai/juin 1940.
- Durant la guerre et sous l'occupation, en partie à la suite de l'assassinat de Trotsky, les trotskistes sont désorientés voire perdus :
  - Le principal dirigeant du Parti communiste internationaliste (PCI), Henri Molinier alias « Testu » ne « voit de solution que dans les organisations fascistes et staliniennes qui naîtront du triomphe du pacte germano-soviétique. » Il préconise jusqu'en 1941 de poursuivre le travail d'entrisme dans ces organisations, mais aussi dorénavant dans certains mouvements collaborationnistes. Une petite fraction clandestine pénètre ainsi le Rassemblement national populaire de Marcel Déat (Henri Molinier y aurait même pris, selon certaines sources, la parole lors d'un meeting).
  - En 1940-1941 : Lambert s'oppose clairement et nettement à l'orientation de Henri Molinier. Il est l'auteur, sous pseudonyme, d'articles notamment sur les processus militaires de la guerre en cours.
  - En 1941: Deux militants trotskistes en Bretagne — Gueguen et Bourhis — sont parmi les otages de Châteaubriant. D'autres militants sont pris pour le service du travail obligatoire (STO), d'autres sont victimes de la fureur de la Gestapo (surtout les militants trotskistes allemands, soldats et marins), d'autres encore meurent en camp de concentration[3].
  - En 1943 : Lambert est exclu du Parti communiste internationaliste (PCI) avec sa compagne pour avoir tenté d'organiser des jeunes stagiaires pour le compte de son opposition interne.
  - En décembre 1943 : Il demande son adhésion à un autre groupe : le Parti ouvrier internationaliste (POI) qui développe surtout une action de reconstruction clandestine des syndicats ouvriers, de fraternisation avec les travailleurs allemands sous l'uniforme, ainsi que contre la collaboration, le régime de Vichy, le patronat et l'occupant nazi. D'autres membres du POI  participent activement aux maquis de la résistance intérieure française avec des militants trotskistes d'autres groupes. « Derrière un soldat "nazi" se cache un travailleur allemand ! » explique leur ligne de ralliement. Le POI est en effet le seul parti politique qui essaie, durant cette guerre, de favoriser la fraternisation internationaliste contre les nazis et le régime de Vichy. Il paie cette action de la mort (parfois par la hache) de nombreux militants, tant allemands que français, dont le groupe dit Widelin qui publiait le journal en langue allemande « Arbeiter und Soldat » (« Ouvrier et Soldat »).
- Janvier 1944 : les groupes trotskistes français se réunifient dans le Parti communiste internationaliste (PCI), section française de la Quatrième Internationale, dont l'organe est La Vérité, pour qui « le fascisme est le fruit naturel du capitalisme, et on ne peut le finir qu'en abattant le capitalisme. » Le PCI se démarque notamment en se prononçant contre l'union sacrée aussi bien extérieure (celle des Alliés et de l'URSS) qu'intérieure (celle de la résistance ralliée à De Gaulle et du PCF). Cette attitude leur vaut l'inimitié farouche du PCF qui les qualifie d'« hitléro-trotskistes » dans sa presse et ses tracts.
- entre fin 1944 et 1947 : Le PCI est fort actif dans de nombreuses actions populaires et dans les usines, surtout à Paris et sa banlieue, .
- en 1947 : Le militant trotskiste Daniel Renard lance notamment la grève des ouvriers de Renault qui lance le mouvement des grèves de 1947 en France lesquelles mettent fin au gouvernement d'union nationale entre gaullistes et PCF.
- 13-14 juillet 1952 : explosion au grand jour de la crise dite « pabliste » du nom de Michel Pablo. La majorité des militants du Parti communiste internationaliste français (PCI), dont Pierre Boussel alias « Lambert », Marcel Gibelin, Michèle Mestre, etc. sont exclus du PCI par la direction de la Quatrième Internationale pour être opposée à la stratégie  d'entrisme dans les syndicats et partis staliniens préconisée par Pablo et une majorité  de la Quatrième Internationale.
- 23 novembre 1953 : les exclus participent à la création du Comité international de la Quatrième internationale (CI) avec d'autres partis trotskistes qui veulent garder le Programme de transition de la Quatrième Internationale.
- mars 1955 : exclusion de la Quatrième Internationale de la minorité restante du PCI français (Marcel Bleibtreu, Michel Lequenne) favorable à un rapprochement avec André Marty (exclu du Parti communiste français) au sein de Comités de redressement communiste. Les exclus forment le Groupe bolchévique-léniniste, puis rallient le Parti socialiste unifié (PSU)
- 1958 : lancement du journal Informations ouvrières.
- 1961 : création par les lambertistes du Comité de liaison des étudiants révolutionnaires (CLER).
- 1954-1962 : soutien actif au Mouvement national algérien de Messali Hadj en Algérie pendant la Guerre d'Algérie. Extension des liens internationaux.
- 1965 : fondation de l'Organisation communiste internationaliste (OCI).
- Avril 1968 : le CLER devient la Fédération des étudiants révolutionnaires (FER).
- 12 juin 1968 : dissolution par décret de l'OCI et de la FER. L'OCI devient l'Organisation trotskyste. La FER devient l'Alliance des jeunes pour le socialisme (AJS) et l'Alliance des étudiants pour le socialisme (AES).
- Juillet 1970 : annulation par le Conseil d'État de la dissolution de l'OCI, de la FER et du groupe Révoltes ; l'OCI reprend son nom d'origine.
- Février-mars 1971 : éclatement de l'UNEF :
  - UNEF-Unité Syndicale contrôlée par l'Alliance des jeunes pour le socialisme (AJS/OCI) ;
  - UNEF-Renouveau contrôlée par l'Union des étudiants communistes (UEC/PCF).
- Octobre 1980 : l'OCI devient l'OCI unifiée (OCI-U) après le ralliement de la Ligue communiste internationaliste (LCI, dirigée par Daniel Gluckstein), dissidente de la Ligue communiste révolutionnaire (LCR). Naissance de l'UNEF-ID.
- Décembre 1981 : l'OCI reprend le nom Parti communiste internationaliste (PCI).
- 17 juin 1984 : élections européennes. La liste « Pour un Parti des travailleurs » conduite par Marc Gauquelin obtient 0,90 %.
- 30 novembre - 1er décembre 1985 : fondation par les militants de la liste « Pour un Parti des travailleurs » et ceux du PCI du Mouvement pour un parti des travailleurs (MPPT).
- Avril 1986 : scission de 400 militants qui fondent Convergences socialistes.
- 29 septembre 1986, Convergences socialistes rejoint le Parti socialiste (PS). L'influence majoritaire du syndicat étudiant UNEF-ID passe du PCI au PS. Les partants les plus connus sont[4] :
  - Jean-Christophe Cambadélis (président de l'UNEF-US puis de l'UNEF-ID entre 1978 et 1984)
  - Marc Rozenblat (président de l'UNEF-ID entre 1984 et 1986)
  - Philippe Darriulat (président de l'UNEF-ID entre 1986 et 1988)
  - Philippe Campinchi (président de l'UNEF-ID entre 1991 et 1994)
- 24 avril 1988 : Pierre Boussel, candidat du Mouvement pour un parti des travailleurs (MPPT) à l'élection présidentielle, obtient 0,38 % des suffrages (116 874 voix).
- 10-11 novembre 1991 : le Mouvement pour un parti des travailleurs, avec le ralliement d'anarcho-syndicaliste de l'UAS, devient le Parti des travailleurs (PT).
- 21 avril 2002 : Daniel Gluckstein, candidat du PT à l'élection présidentielle, obtient 0,47 % des suffrages (132 696 voix).
- 22 avril 2007 : lors de l'élection présidentielle, le PT soutient Gérard Schivardi, candidat du « Comité national pour la reconquête des services publics », qui obtient 0,34 % des suffrages (123 540 voix).
- 16 janvier 2008 : Décès de Pierre Lambert.
- 14-15 juin 2008 : le Parti des travailleurs devient le POI : Parti ouvrier indépendant. Gérard Schivardi et Daniel Gluckstein figurent parmi les secrétaires nationaux.
- 2015 : une partie du CCI, parmi lesquels Gérard Schivardi et Daniel Gluckstein, scissionne et fonde la Tendance communiste internationaliste et le Parti ouvrier indépendant démocratique (POID).
- 2023 : Le POID reprend le nom Parti des travailleurs (PT).